# Хеч, Густав Фридрих фон
Густав Фридрих фон Хеч (нем. Gustav Friedrich von Hetsch; 29 сентября 1788, Штутгарт Швабия — 7 сентября 1864, Копенгаген) — датский архитектор и художник немецкого происхождения. Сын Филиппа Фридриха фон Хеча.

## Биография
Образование получил в университете Тюбингена и в Школе изящных искусств в Париже.
Будучи молодым человеком, работал у архитектора Наполеона Шарля Персье, который хорошо подготовил юношу для самостоятельной работы. Позднее стал учеником Жана-Батиста Ронделе, под руководством которого работал над восстановлением Пантеона в Париже.
В 1812 году он был отозван на родину, но вскоре уехал в Италию, где продолжил совершенствовать мастерство и повстречал датского архитектора Педера Маллинга, который в 1815 году убедил Хеча переехать в Копенгаген, где он преподавал в Королевской датской академии изящных искусств.
Начиная с 1815 года, одним из первых крупных проектов Хеча был интерьер дворца Кристианборг, созданного К. Ф. Хансеном. Со временем его классицизм обрёл черты позднего классицизма, который нередко перерастает у него в исторические стили. Примером этому является церковь св. Ансгара с её кирпичной кладкой (1841), Большая синагога (1833) в Копенгагене,, нескольких новых зданий Университета Копенгагена или помещичьи дома, построенные в неоготическом стиле. 
Одновременно с преподаванием в академии изящных искусств, он занимал ряд других должностей, а именно, был художественным руководителем Датской королевской фарфоровой мануфактуры (1828—1857).
В 1851 году принял участие в составе правительственной делегации в работе Всемирной выставки в Лондоне, а спустя четыре года — Всемирной выставки в Париже.
Кавалер ордена Данеброг.

## Избранные публикации
- Anleitung zum Studium der Perspective und deren Anwendung. Tauchnitz, Leipzig 1894
- Fortenigner for Haandvaerkere (Vorlegeblätter für Handwerker). Gyldendal, Kopenhagen 1839/42 * Religion der Karthager. Mit 4 Kupfertafeln und einer architektonischen Erklärung. Schubothe, Kopenhagen 1824

## Память
В честь архитектора в 1902 году в Копенгагене ему открыт памятник.

## Галерея

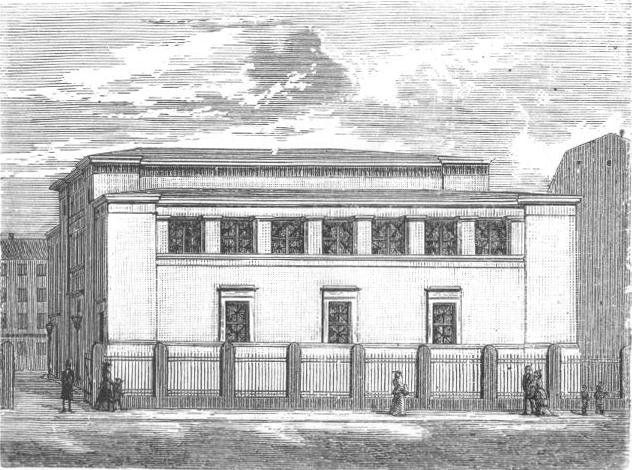
Большая синагога в Копенгагене, 1899.
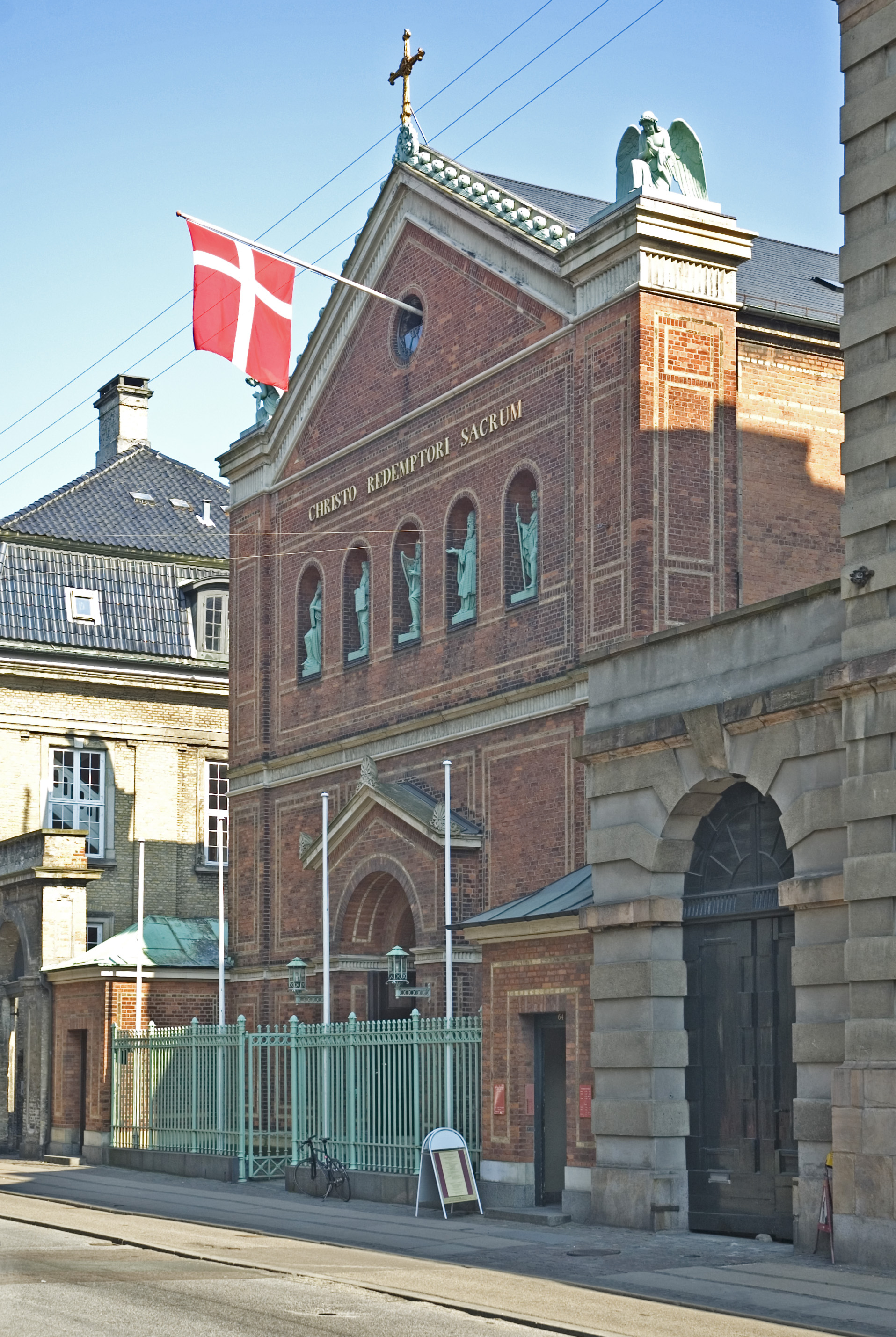
Церковь св. Ансгара в Копенгагене, 2007.
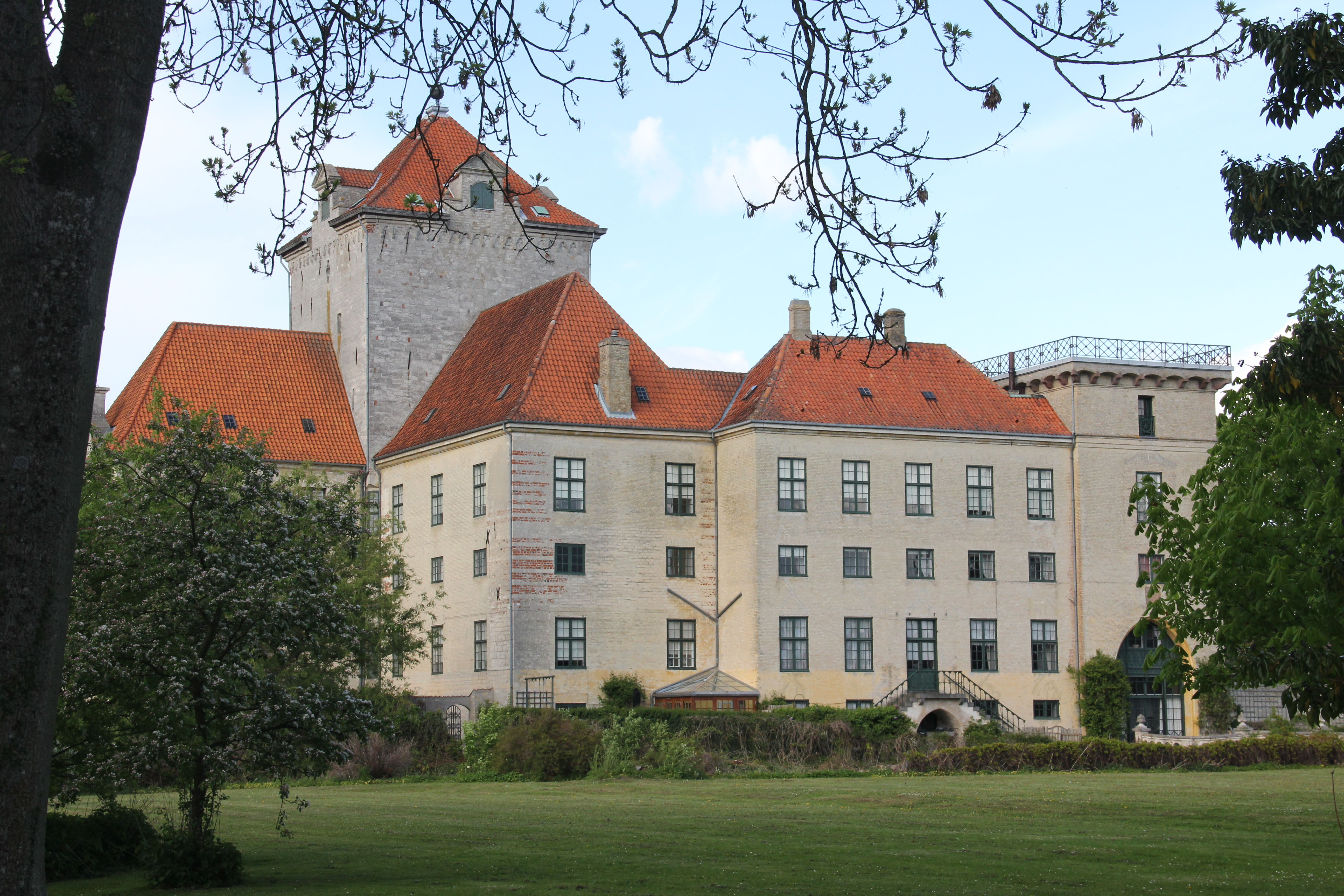
Замок Gjorslev Castle
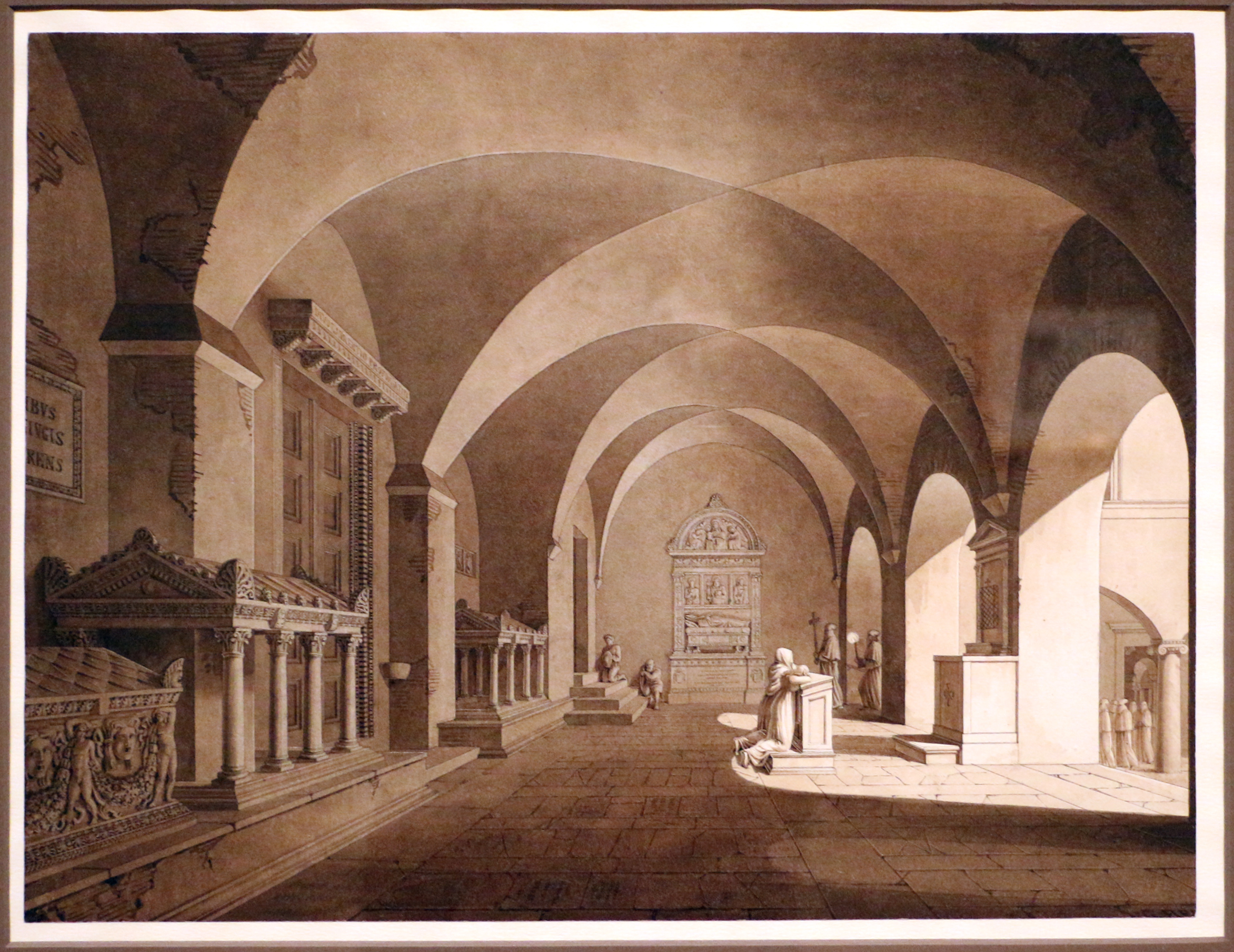
Картина Хеча Базилика Святого Лаврентия за городской стеной. Рим. 1820 г.